# 産業構造
産業構造（さんぎょうこうぞう）とは、経済学用語の一つ。これは国家においての国民経済や産業の比重や仕組みや関係を表すものである。

## 概説
産業構造は時代によって大きく変化する特性がある。例えばかつての日本は農林水産業が多くを占めていたのが次第に減少していき、代わって製造業など商業に関連する業種が増加してきている。また地域単位においても分析されており、複数の地域の産業構造を見てみれば、同じ日本であっても地域が異なるだけで産業構造が大きく異なっているということが分かる。
また国家の制度やイノベーションの影響で、構造そのものが変わることがある。例えばアメリカ合衆国などでは植民地支配に基づくプランテーションの利用によって綿花栽培などの繊維産業が一般的だったが、奴隷解放宣言とともに鉄鋼業など他の産業に変遷を見せた。またシェールガス革命によって、北米が天然ガスの純輸出国に転換し、世界的なエネルギー資源の供給構造に影響を与えたこともイノベーションによる産業構造の変化と言われている。
この他、第一次産業、第二次産業、第三次産業というように、需要の形態によっても産業の成り立ちは変わる。2000年代から始まったインターネットの普及に伴いソフトウェアに関連したサービス産業が広がり、こうした産業の垣根を超える動きが出始め、2010年代からはIoTやAIの開発が進んだ。

## 産業分類

### 日本の例
「日本標準産業分類」（総務省統計局）による分類は次の通りである。ここで大分類、中分類、小分類、細分類は、A~Q、00、000、0000など分類番号を用いて表記する（一部、細分類を省略）。
A 農業（大分類）
01 農業（中分類）
011 耕種農業（小分類）
0116 工芸農作物農業（細分類） - 工芸農作物とは、繊維などの原料に供する目的で栽培されている植物をいう。
012 畜産農業
0126 養蚕農業
0129 その他の畜産農業 - その他の畜産物とは、めん羊、やぎ、うさぎ、毛皮獣などをいう。
F 製造業
11 繊維工業（衣服、その他の繊維製品を除く）
111 製糸業
112 紡績業
113 ねん糸製造業
114 織物業
115 ニット生地製造業
116 染色整理業
117 綱・網製造業
118 レース・繊維雑品製造業
119 その他の繊維工業
12 衣服・その他の繊維製品製造業
121 織物製（不織布製及びレース製を含む）外衣・シャツ製造業（和式を除く）
122 ニット製外衣・シャツ製造業
123 下着類製造業
124 和装製品・足袋製造業
125 その他の衣服・繊維製身の回り品製造業
129 その他の繊維製品製造業
17 化学工業
173 有機化学工業製品製造業
1734 環式中間物・合成染料・有機顔料製造業
174 化学繊維製造業
175 油脂加工製品・石けん・合成洗剤・界面活性剤・塗料製造業
177 化粧品・歯磨・その他の化粧用調整品製造業
26 一般機械器具製造業
265 繊維機械製造業
32 その他の製造業
325 装身具・装飾品・ボタン・同関連品製造業（貴金属・宝石製を除く）
3251 装身具・装飾品製造業（貴金属・宝石製を除く）
3252 造花・装飾用羽毛製造業
3253 ボタン製造業
3254 針・ピン・ホック・スナップ・同関連品製造業
3255 かつら製造業
J 卸売・小売業
50 繊維・衣服等卸売業
501 繊維品卸売業（衣服、 身の回り品を除く）
5011 生糸・繭卸売業
5012 繊維原料卸売業（生糸、 繭を除く）
5013 糸卸売業
5014 織物卸売業（室内装飾繊維品を除く）
502 衣服・身の回り品卸売業
54 その他の卸売業
542 医薬品・化粧品等卸売業
5423 化粧品卸売業
5424 合成洗剤卸売業
55 各種商品小売業
551 百貨店、総合スーパー 
5511 百貨店、総合スーパー
559　その他の各種商品小売業（従業者が常時50人未満のもの） 
5599 その他の各種商品小売業（従業者が常時50人未満のもの）
56 織物・衣服・身の回り品小売業
561 呉服・服地・寝具小売業
562 男子服小売業
563 婦人・子供服小売業
564 靴・履物小売業
569 その他の織物・衣服・身の回り品小売業
60 その他の小売業
601 医薬品・化粧品小売業
Q サービス業（他に分類されないもの）
82 洗濯・理容・美容・浴場業
821 洗濯業
822 理容業
823 美容業
824 公衆浴場業
825 特殊浴場業
829 その他の洗濯・理容・美容・浴場業
8291　洗張・染物業
8292　エステティック業
8299　他に分類されない洗濯・理容・美容・浴場業
83 その他の生活関連サービス業
833 衣服裁縫修理業
90 その他の事業サービス業
902 商品検査業